# Hongrie aux Jeux olympiques d'hiver de 2014
La Hongrie participe aux Jeux olympiques d'hiver de 2014 à Sotchi en Russie du 7 au 23 février 2014. Il s'agit de sa vingt-deuxième participation à des Jeux d'hiver.

## Patinage de vitesse
La Hongrie a obtenu les places suivantes :
Hommes
- 1 500 m: 1 place

## Patinage de vitesse sur piste courte
La Hongrie a obtenu les places suivantes :
Hommes
- 500 m: 2 places
- 1 000 m: 3 places
- 1 500 m: 3 places

Femmes
- 500 m: 1 place
- 1 000 m: 1 place
- 1 500 m: 2 places
- Poursuite par équipes: 1 place

## Ski alpin
La Hongrie a obtenu les places suivantes :
- Compétitions masculines: 2 places
- Compétitions féminines: 1 place

## Ski de fond
La Hongrie a obtenu les places suivantes :
- Compétitions masculines: 1 place
- Compétitions féminines: 1 place